# Astragalus caroli-henrici
Astragalus caroli-henrici es una especie de planta del género Astragalus, de la familia de las leguminosas, orden Fabales.
Fue descrita científicamente por Deml.